# Lorient
Lorient (Bretonă: An Oriant) este un oraș în nord-vestul Franței, sub-prefectură a departamentului Morbihan din Bretania, port la Oceanul Atlantic. 
În timpul celui de-al Doilea Război Mondial, Lorient a fost baza navală a flotei naziste pentru submarine. La începutul anului 1943, practic într-o lună, localitatea a fost atinsă - în urma raidurilor aeriene ale Aliaților -, de peste 500 bombe de mare capacitate explozivă și de mai mult de 60.000 de bombe incendiare. Orașul a fost astfel aproape complet distrus, aproximativ 90% dintre clădiri fiind afectate.